# Dos copas de más
"Dos copas de más" é uma canção da dupla americana de música pop Ha*Ash. Foi lançado pela Sony Music Latin em 11 de dezembro de 2015 como single. É o quinto single do primeiro álbum ao vivo Primera fila: Hecho realidad (2014). É uma canção inédita que nos fala sobre o colapso do amor, memórias, danos emocionais e inseguranças.

## Composição e desempenho comercial
Foi lançado oficialmente como o quinto single do primeiro álbum ao vivo das irmãs, em 11 de dezembro de 2015. "Dos copas de más" foi escrito por Ashley Grace, Hanna Nicole e Pablo Preciado, enquanto George Noriega e Tim Mitchell produziu a música. A canção atingiu a terceira posição da mais ouvida nas rádios do México. No ano de 2017, o tema recebeu o disco duplo de platina no México.

## Vídeo musical
O vídeo musical de "Dos copas de más" foi filmado na Estudios Churubusco, México e dirigido pelo produtor Nahuel Lerena e foi lançado em 27 de  março de 2015 na plataforma YouTube no canal oficial de Ha*Ash. O vídeo mostra as irmãs tocando a música ao vivo na frente de um público.

### Versão En vivo
O videoclipe gravado para o álbum ao vivo En vivo, foi lançado em 6 de  dezembro  de 2019. O vídeo foi filmado em Auditório Nacional em Cidade do México, no dia 11 de novembro de 2018.

## Desempenho nas tabelas musicais
| Chart (2014)                       | Maior posição |
| ---------------------------------- | ------------- |
| Estados Unidos - (Latin Pop Songs) | 49            |
| México - (Mexico Espanol Airplay)  | 3             |
| México - (Mexico Airplay)          | 16            |
| México - (Monitor Latino)          | 3             |

| Chart 2016                | Posição |
| ------------------------- | ------- |
| México - (Monitor Latino) | 16      |

## Vendas e certificações
| Região | Certificação | Vendas/distribuição |
| --- | ------------ | ------------------- |
| México (AMPROFON) | Platina      | 60,000 ^            |
| *vendas baseadas apenas na certificação ^distribuições baseadas apenas na certificação ‡dados de streaming baseados somente em certificação |              |                     |

## Histórico de lançamento
| Região       | Data                   | Formato          | Gravadora        | Ref.  |
| ------------ | ---------------------- | ---------------- | ---------------- | ----- |
| Mundialmente | 11 de dezembro de 2015 | Digital download | Sony Music Latin | [ 1 ] |